# Генрик Бобінський
Генрик Антонович Бобі́нський (пол. Henryk Bobiński; нар. 1 лютого 1861, Варшава — пом. 24 квітня 1914, Варшава) — польський піаніст, композитор і музичний педагог.

## Біографія
Народився 1 лютого 1861 року у місті Варшаві (тепер Польща). Навчався у Варшавшавському музичному інституті (клас фортепіано Рудольфа Штробля; клас композиції Зигмунта Носковського). У 1887 році закінчив Музично-драматичне училище Московського філармонічного товариства (клас Петра Шостаковського). Вдосконалювався у Теодора Лешетицького у Відні.
Впродовж 1880–1885 років виступав у концертах і викладав у Кракові. З 1893 року — в Одесі, впродовж 1893—1913 років — у Києві виступав і викладав в музичному училищі Російського музичного товариства. Був членом-виконавцем Київського відділення Російського музичного товариства, учасником квартетних зібрань. У 1913–1914 роках — професор Київської консерваторії. Мешкав в цей час в будинку на вулиці Овруцькій № 29.
У 1914 році повернувся до Варшави, де і помер 24 квітня 1914 року. Похований у Варшаві на Повонзківському цвинтарі.

## Творчість
Автор симфонічної увертюри, двох концертів для фортепіано з оркестром (зокрема концерт мі мінор виконав у Києві у 1913 році на концерті присвяченому відкриттю консерваторії), варіацій для струнного квартету, композицій для фортепіано. Серед творів: концертна транскрипція пісні Едварда Ґріґа «Я тебе люблю», прелюдії, етюди, салонні мініатюри «Вальс-фантазія», «Ноктюрн», «Легенда» та інше.